# Dignity
Dignity was een Nederlandse r&b-groep die bestond uit Gracia Gorré, Karima Lemghari en Susan Haps. Tot 1997 maakte Edsilia Rombley ook deel uit van de groep. Dignity is een afkorting van Dignified Individuals Giving New Insight To You.
Dignity debuteerde in 1997 met de nummers Talk To Me en Hold Me op het verzamelalbum "No Sweat - Dutch R&B Flavour," een initiatief om Nederlands urban talent bekendheid te geven. Dignity kreeg hierdoor een platencontract.
Dignity's eerste single Talk to me is een (underground)urban-klassieker geworden binnen en buiten Nederland, die tegenwoordig nog steeds voorbijkomt op de radio, tv en in de clubs. De dames hebben zelf gezegd dat ze de videoclip verschrikkelijk vinden.
Het jaar daarop volgden de single "Nothing Is For Free" en het album Dignity. Dignity werkte aan dit album met vooraanstaande producers zoals Rutger Kroese, Mitchel Kroon, Edo Plasschaert, Chris Kooreman en Fabian Lenssen. Veel nummers werden door de dames (deels) zelf geschreven.
Het album kreeg goede kritieken. Het toonaangevend muziektijdschrift OOR selecteerde de song "The Right Guy" als favoriet en plaatste deze ook op de kwalitatief hoogstaande cd-sampler "OORGASM 3". Ook wordt Dignity genomineerd voor een TMF Award. In 1999 won de groep zelfs een Edison in de categorie 'Beste R&B-act'.
Hierna ging de groep uit elkaar. Karima Lemghari bleef actief in de muziekindustrie. Ze scoorde een hit met rapper E-Life en ging daarna solo verder.
In 2013 deed Gracia Gorré auditie voor X Factor en werd geselecteerd voor de tien acts voor de volgende ronde door Candy Dulfer.

## Discografie

### Albums
- 1998 Dignity

### Singles
| Single met eventuele hitnotering(en) in de Nederlandse Top 40 | Datum van verschijnen | Datum van binnenkomst | Hoogste positie | Aantal weken | Opmerkingen |
| ------------------------------------------------------------- | --------------------- | --------------------- | --------------- | ------------ | ----------- |
| Talk to me                                                    | 1997                  | 15-3-1997             | tip             |              |             |
| Nothing is for free                                           | 1998                  | 6-6-1998              | tip             |              |             |
| Renaissance                                                   | 1999                  | 13-3-1999             | 26              | 3            | met Postmen |
| The right guy                                                 | 1999                  |                       |                 |              |             |
| Everything has changed                                        | 1999                  |                       |                 |              |             |